# Joachim Ulrich von Rosenfeld
Joachim Ulrich von Rosenfeld (* 28. Oktober 1525 in Lusdorf; † vor 1591) war Hauptmann der Herrschaft und der Stadt Reichenberg in Nordböhmen. Er trug wesentlich dazu bei, dass aus dem bescheidenen Städtchen, das damals unter der Herrschaft der Herren von Redern stand, eine ansehnliche Stadt wurde. Wegen seiner Verdienste für die Entwicklung der Stadt wurde er 1565 mit dem Prädikat „von Rosenfeld“ in den erblichen böhmischen Adelsstand erhoben. Er blieb selbst ohne dauernde Nachkommenschaft, seine Familie – seine Brüder und deren Nachkommen – spielten jedoch eine wichtige Rolle in der Geschichte der Stadt Reichenberg.

## Herkunft

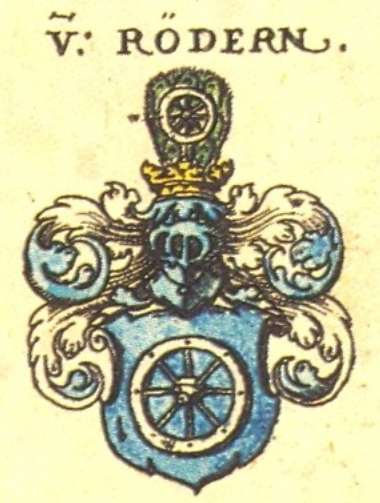
Wappen der schlesischen von Redern/Rödern

Der Überlieferung nach stammte Joachim Ulrich von Rosenfeld von „armen Eltern“, die ihn zur Schule anhielten. Ein etwas anders Bild ergibt sich jedoch aus der von ihm verfassten Autobiographie. Dort hält er fest, dass er 1558 „von meinem gnädigen Herrn Vater“ zum Hauptmann der Stadt Reichenberg ernannt wurde.
Bei diesem „gnädigen Vater“, der Joachim Ulrich zum Hauptmann der Herrschaft Reichenberg ernannte, konnte es sich zweifellos nicht um einen armen Bürger der Stadt handeln, sondern nur um den Besitzer der entsprechenden Herrschaftsrechte. Der Besitzer dieser Rechte war jedoch damals laut Verkaufsurkunde der Herrschaft Friedland vom 1. April 1558 Herr Friedrich von Redern zu Ruppersdorf, kaiserlicher Rat und Vizedom in Ober- und Niederschlesien Daraus ergibt sich, dass der leibliche Vater von Joachim Ulrich – und wohl auch seiner beiden Brüder – denn diese zählten, trotz „armer Eltern“, bereits um 1550 zu den reichsten Brauhöfern der Stadt und übten dort wichtige Ämter aus – Friedrich von Redern war.
Dies wird durch den Umstand erhärtet, dass Joachim Ulrich seine Autobiografie, in der er auf seine Verdienste für die Stadt Reichenberg und auch auf seine Herkunft näher einging, zu seinen Lebzeiten geheim hielt. Damit aber sowohl seine Verdienste für die Entwicklung der Stadt Reichenberg als auch seine vornehme – wenn auch illegitime – Herkunft festgehalten, aber erst lange nach seinem Tod bekannt würden, ließ er seine Biografie in die Turmkapsel einschließen, die anlässlich der Erneuerung der Dekanatskirche in Reichenberg mit anderen Dokumenten am 20. September 1582 auf den Turm aufgesetzt wurde. Dies zeigt, dass ihm das Festhalten dieser historischen Tatsache wichtig war, er sich zugleich aber bewusst war, dass seine Herkunft der Öffentlichkeit gegenüber verborgen bleiben musste.
Friedrich von Redern entstammte einer schlesischen Adelsfamilie, die auf Ruppersdorf (heute Wyszonowice) bei Breslau ansässig war.

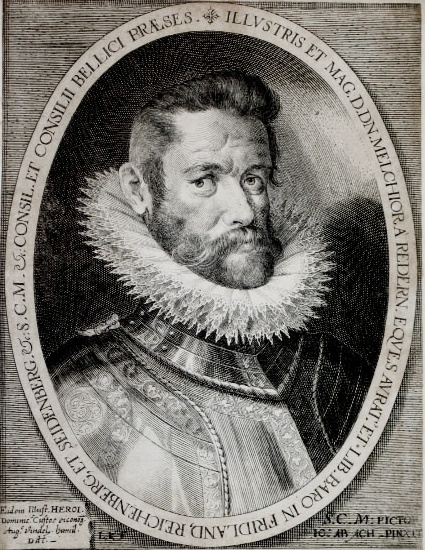
Melchior Freiherr von Redern, Halbbruder des Joachim Ulrich von Rosenfeld

Friedrich der Ältere von Redern starb 1564 als kaiserlicher Rat und Erster schlesischer Kammerpräsident, er war Herr auf Friedland, Reichenberg und Seidenberg sowie Herr auf Tost in Oberschlesien (heute Toszek im Powiat Gliwicki in Polen), Peiskretscham und Ruppersdorf. Aus seiner Ehe mit Salomea von Schönaich hatte er vier Söhne, darunter Melchior Reichsfreiherr von Redern (* 1555, † 1600), Georg und Christoph († 3. September 1591)
Der Name und die Herkunft der Mutter von Joachim Ulrich von Rosenfeld – die wohl aus einfachen Verhältnissen stammte – sind unbekannt, da er sie nicht in seiner Biografie erwähnt.

## Leben

### Jugend
Der von ihm verfassten Autobiografie sind folgende Details zum Leben des Joachim Ulrich von Rosenfeld entnehmen:
Nach Absolvierung der Schule trat er in den Dienst des „alten Gottscher“ (von Schaffgotsch?) zu Friedeberg, ging dann nach Böhmen, um die tschechische Sprache zu erlernen und 1545 nach Polen, wo er im Dienste eines polnischen Adeligen namens Wleschko stand, der mit dem Städtchen Belsko im Streit lag. Im Jahre 1548 wurde er im Auftrag von Sigismund I. König von Polen (1506–1548) aus dem Haus der Jagiellonen mit einer berittenen Begleitmannschaft nach Russland geschickt, um einige Wägen mit Schießpulver nach Podolien (historisches Gebiet in der südwestlichen Ukraine und im nordöstlichen Moldawien) zu begleiten, wo es zahlreichen Kämpfe gegen die Tataren des Osmanischen Reiches gab, wobei sich besonders der Schlesier Bernhard von Prittwitz († 1561), bekannt als 'Terror Tartarorum' ('der Schrecken der Tataren') auszeichnete.

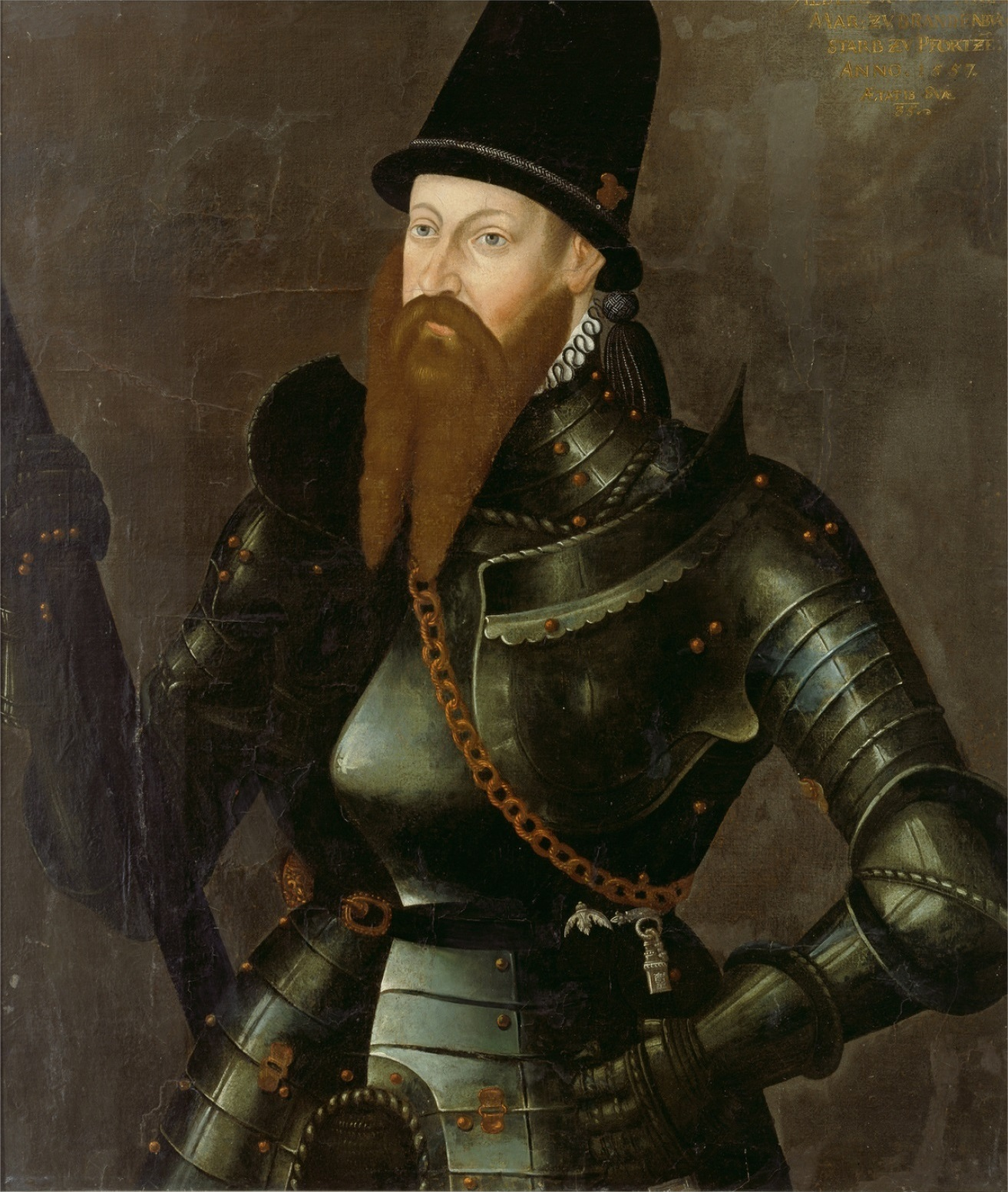
Markgraf Albrecht von Brandenburg-Kulmbach, Zeitgenössische Darstellung

Im Jahr 1549 trat er in die Dienste des Markgrafen Albrecht Alcibiades von Brandenburg-Kulmbach (* 1522, † 1557), regiert (1541–1554) und war einige Jahre lang Mitglied seines Hofstaates, erst in Schlesien, dann auf der Plassenburg (über der Stadt Kulmbach).
In dieser Zeit kam es 1552 zum Fürstenaufstand zur Verteidigung der „teutschen Libertät“, d. h. der Freiheit des Adels und der Ausübung des Protestantismus gegen Kaiser Karl V. Sein Dienstherr Markgraf Albrecht Alcibiades war daran wesentlich beteiligt, da er über die geringe Entschädigung empört war, die ihm der Kaiser gewährt hatte, obwohl er – trotz seines evangelischen Glaubens – gemeinsam mit Moritz von Sachsen treu die kaiserliche Seite unterstützt hatte, dies insbesondere in der Schlacht bei Mühlberg. Im nachfolgenden Zweiten Markgrafenkrieg bekämpfte daher Markgraf Albrecht Alcibiades die katholischen Hochstifte.
Joachim Ulrich war von diesen kriegerischen Ereignissen wohl auch selbst betroffen, da er auf der Plassenburg ob Kulmbach, der Residenz und Landesfestung des Fürstentums Brandenburg-Kulmbach diente, wo nach der Zerstörung Kulmbachs am 26. November 1553 die verbliebenen markgräflichen Soldaten Zuflucht fanden.

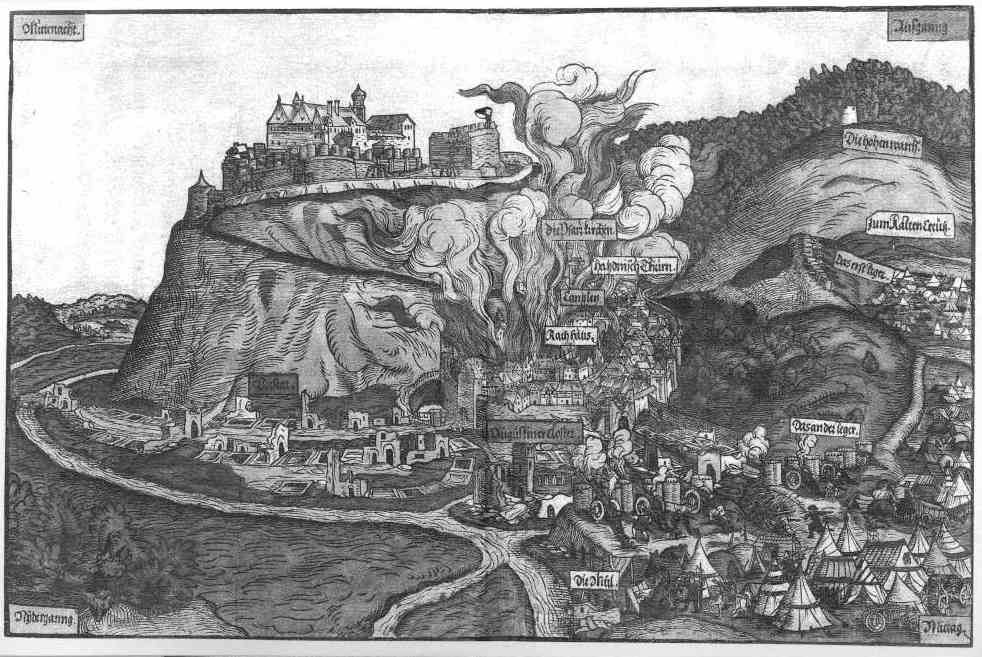
Belagerung der Plassenburg, zeitgenössischer Holzschnitt von Hans Glaser

Nach der Niederlage seines Dienstherren Markgraf Albrecht Alcibiades in der Schlacht bei Schwarzach bei Kitzingen wurde die Plassenburg belagert, die am 22. Juni 1554 kapitulieren musste, geplündert und bald darauf durch die Bundesständischen Truppen unter dem Befehl des Herzogs Heinrich II. von Braunschweig-Wolfenbüttel zerstört wurde. Markgraf Albrecht Alcibiades kam in Reichsacht und floh zu seiner Schwester nach Pforzheim. Sein Fürstentum wurde von kaiserlichen Sequestern regiert.
Ungewiss ist, welche Rolle Joachim Ulrich dabei im Einzelnen gespielt hat, gewiss ist jedoch, dass er überlebte und laut seiner eigenen Schilderung anschließend in die Dienste eines fränkischen Grafen Kasimir von Holach (?) eintrat. Dort erreichte ihn die Nachricht, dass Kaiser Karl V. zu Augsburg angekündigt hatte, für einen Italienzug Kriegsknechte anzuwerben. Er begab sich daher zur Musterung nach Augsburg, langte jedoch dort zu spät ein, weshalb er mit anderen Interessierten auf der Donau nach Wien reiste, um sich dort anwerben zu lassen. Da dies vergeblich war, wandte er sich in die polnische Stadt Krakau, wo er als Offizier in der Kavallerie diente, und kehrte dann in seine Heimat – die Herrschaft Friedland – zurück.

### Hauptmann von Reichenberg

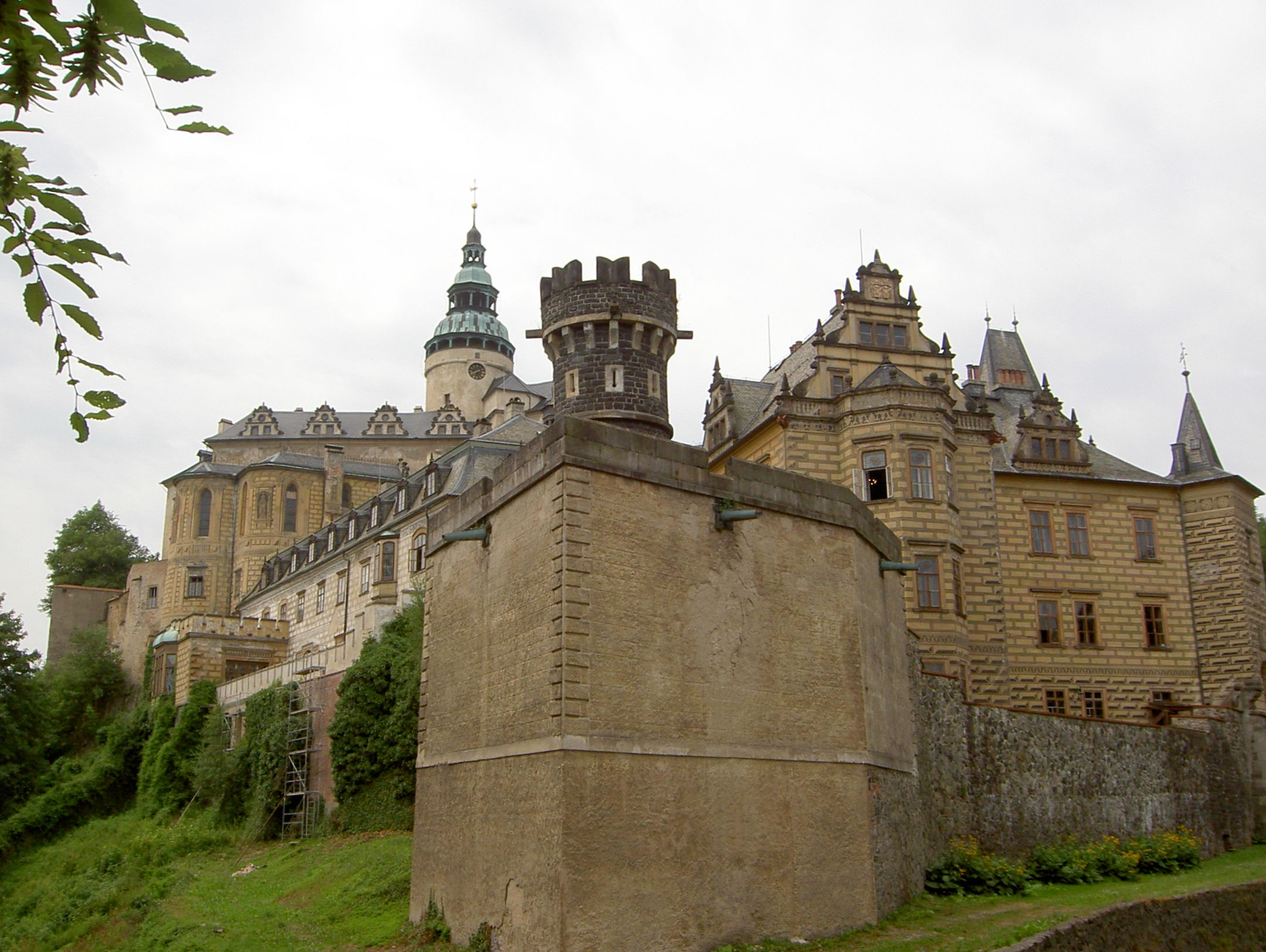
Schloss Frýdlant

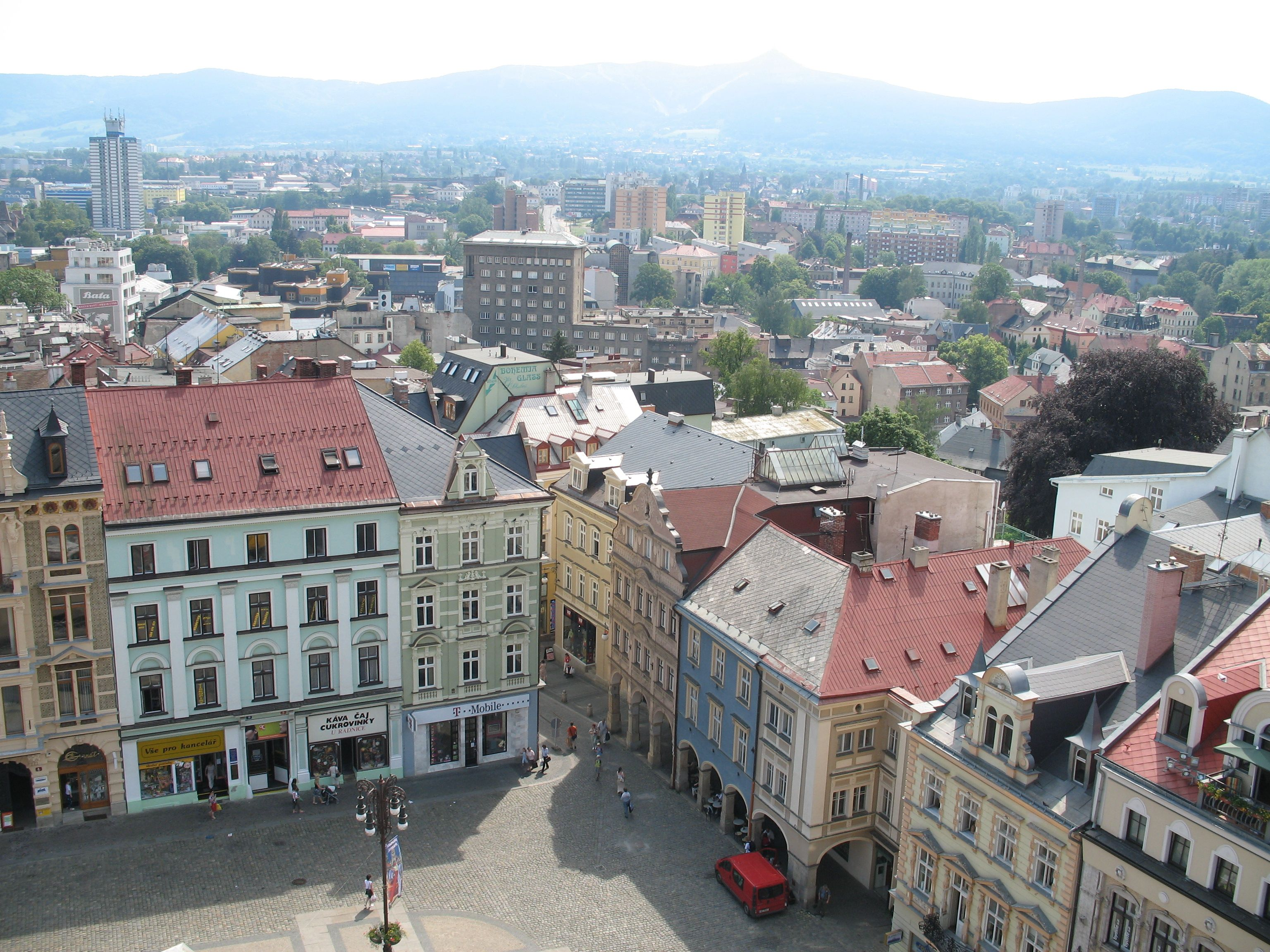
Blick auf Reichenberg vom Rathaus aus

Die Herrschaft Friedland (heute Frýdlant v Čechách) mit den Städten Reichenberg (heute Liberec) und Seidenberg (heute Zawidów) war lange im Besitz der Herren von Bieberstein. Mit dem Erlöschen der zu Friedland gesessenen Linie der Familie war diese Herrschaft 1551 als erledigtes Lehen an den Landesfürsten, Kaiser Ferdinand I. als König von Böhmen zurückgefallen. Dieser ernannte seinen Rat Friedrich von Redern mit 1. November 1554 zum königlichen Hauptmann dieser Herrschaft, die sich damals im Pfandbesitz des noch unmündigen Markgrafen Georg Friedrich I. von Brandenburg zu Anspach und Bayreuth (* 1539, † 1603) befand.
Da Friedrich von Redern in Breslau wohnte, ließ er sich ab dem Jahr 1555 in seiner Eigenschaft als königlicher Hauptmann in Friedland von Hans Oppeln von Linderode und als Hauptmann in Reichenberg von Joachim Ulrich vertreten. Friedrich von Rädern dürfte jedoch an diesem Besitz Gefallen gefunden haben, da er am 1. April 1558 die Herrschaft Friedland (heute Frýdlant v Čechách) im Bezirk Liberec (früher Reichenberg) bestehend aus dem Schloss und dem Städtchen Friedland, dem Städtchen Reichenberg, dem öden Schloss Hammerstein (heute Burg Hamrštejn bei Machnín in der Region Liberec im Norden von Tschechien) und dem Städtchen Seidenberg (in der Markgrafschaft Oberlausitz (heute im Powiat Zgorzelecki in der Woiwodschaft Niederschlesien in Polen)), von der böhmischen Hofkammer um 40.000 Taler erwarb. Schon wenige Tage später, am 24. April 1558, ernannte er Joachim Ulrich zum Herrschafts- und Stadthauptmann von Reichenberg.
Joachim Ulrich ließ 1559 zu Reichenberg die Stadt- und Brettmühle neu erbauen und schenkte der Stadt sein Malzhaus, das einen beträchtlichen Ertrag abwarf.
Im Jahr 1564 wurde Joachim Ullrich auf Betreiben von Friedrich von Redern (seines Vaters) mit dem Prädikat „von Rosenfeld“ in den böhmischen Adelsstand erhoben.
Durch seinen persönlichen Einsatz konnte er 1577 für Reichenberg das Privileg von zwei Jahrmärkten sowie ein eigenes Stadtwappen und Siegel erlangen. Dies führte nicht nur zu einem wirtschaftlichen Aufschwung der Stadt, sondern auch zu einer förmlichen Anerkennung als vollwertige Stadt und damit zu einer Anhebung des bisherigen Status sowohl der Stadt als auch ihrer Bürger.
Im Jahr 1578 wurden auf seine Veranlassung die Schule und auch der Pfarrhof neu erbaut. Zugleich wurde dem protestantischen Pfarrer Andreas Heisch 1578 der Zehent verordnet. Ein Jahr später kam es auf Initiative von Ulrich von Rosenfeld zum Neubau der Pfarrkirche, zu dem am 24. September 1579 der Grundstein gelegt wurde. Eine weitere Initiative betraf den schlechten Zustand der Straßen in Reichenberg. Ulrich von Rosenfeld veranlasste daher, dass Markt und Gassen mit einem Pflaster versehen wurden.
Während seiner Zeit als Hauptmann von Reichenberg wurde in der Zeit 1585 bis 1587 von den Brüdern Christoph und Melchior von Redern (* 1555, † 1600) das Schloss zu Reichenberg erbaut.
Joachim Ullrich von Rosenfeld wohnte im herrschaftlichen Amtshaus unter dem neuen Schloss und erhielt ein Gut im Rosenthal im Umfang von einer Hube und 9 Ruten ohne Hofdienste.
In seiner langen Dienstzeit Zeit als Hauptmann der Herrschaft Reichenberg diente er neben seinem Vater, Friedrich von Redern dem Älteren, auch noch seinen Halbbrüdern, Christoph von Rädern († 3. September 1591) und Melchior von Rädern, Freiherrn zu Friedland, Reichenberg und Seidenberg, der mit Katharina Gräfin Schlick verheiratet war und den er auf den Reichstag zu Augsburg begleitete. Nach 46 Jahren als Hauptmann der Herrschaft Reichenberg, in denen er das kleine Städtchen Reichenberg zu einer ansehnlichen Stadt gemacht und damit wohl zu Recht von Dr. J. G. Herrmann als „wahrer Vater der Stadt Reichenberg“ bezeichnet wurde, starb Joachim Ulrich von Rosenfeld vor 1591.

## Ehe und Nachkommen
Joachim Ulrich von Rosenfeld war seit 1561 mit Ne Seliger aus Hennersdorf (* 6. Dezember 1545, †?) verheiratet. Sie war nach der Autobiographie eine Schwester des Anton Seliger, eines namhaften Gelehrten, der, wie die ausführliche Erwähnung in seiner Biografie zeigt, Joachim Ulrich von Rosenfeld stark beeindruckt hat. Sein Schwager Anton Seliger begleitete die Brüder Christoph und Melchior von Reden nach Paris, wo sie als Protestanten die Ermordung der Protestanten in der Bartholomäusnacht miterleben mussten, was sie zur umgehenden Abreise aus Frankreich bewog. Später begleitete er Melchior von Rädern nach Italien, besuchte mit ihm Rom, Neapel und andere Städte. Dann begleitete er Melchior von Redern auf seinen Kriegszügen, erst gegen die Türken, dann in Ungarn und daraufhin in die Niederlande, war auch dabei als Melchior von Redern mit dem König von Polen gegen die Moskoviter Krieg führte und die Schlacht bei Pleskov schlug. Bei der Rückkehr fiel Anton Seliger beim Kloster Pettschur in Russland in einen Hinterhalt und wurde dort nach tapferer Gegenwehr gefangen, konnte aber selbst von seinem Herren, der seine gesamten Truppen – 8400 Mann – einsetzte, nicht befreit werden.

### Kinder
Joachim Ulrich von Rosenfeld hinterließ aus seiner Ehe nur einen Sohn:
- Georg Ullrich von Rosenfeld, (* 25. Oktober 1565, † ?)

Die Wahl der Taufpaten seines Sohnes zeigt, dass sich Joachim Ulrich seiner adligen Herkunft bewusst war, da unter diesen Fabian von Redern, Wolf von Etzel, Heinrich von Schweinitz, die Frau des Hieronymus von Maxen und die Frau des Wolf von Etzel aufscheinen.
Georg Ullrich erhielt ab 1573 in Zittau eine gute Schulung, ab 1574 zu Friedland, 1578 bei den Jesuiten und 1580 zu Prag, wo ihn sein Vater später in der Böhmischen Hofkanzlei in Prag einen Posten verschaffte. In der Folge reiste Georg Ulrich von Rosenfeld mit dem königlichen Hof zum Landtag nach Pressburg, dann nach Wien und im September 1582 zum Reichstag von Augsburg. Er scheint jedoch früh und unverheiratet gestorben zu sein.

## Fortleben der Familie in Reichenberg
Obwohl Joachim Ulrich letztlich keine dauernde Nachkommenschaft hatte, spielte seine Familie – seine Geschwister und deren Nachkommen – in Reichenberg noch Generationen später eine wichtige Rolle. Zu erwähnen wären:
- David Ulrich, Joachims ältester Bruder, war schon 1550 brauberechtigter Bürger in Reichenberg, zählte daher zum städtischen Patriziat und erwarb von seinem Bruder Joachim Ulrich am 17. Juli 1562 das Haus „Zum guldenen Greifen“, das älteste Gasthaus in Reichenberg, das später „Zur goldenen Krone“ genannt wurde und am Hauptplatz der Stadt, dem „Altstädter Platz“ lag. Er saß bis 1590 mehrfach im Stadtrat und lebte noch 1606.
- Aaron Ulrich, der jüngere Bruder Joachims, war gleichfalls schon um 1550 im Besitz eines Bräuhofes, saß im Stadtrat und wird 1579 und 1582 als Stadtrichter von Reichenberg genannt. Er schenkte 1610 10 Schock zum Bau der Pfarrkirche und starb etwa 1533, da am 5. Oktober dieses Jahres sein Brauhof am Altstädter Platz von der Erbengemeinschaft an seinen Sohn David Ulrich verkauft wurde. Er hinterließ drei Söhne und drei Töchter:
  - Salomon Ulrich, blieb kinderlos
  - David Ulrich, erbte den Brauhof „Zum guldenen Greifen“, war 1623 bis 1625 Burggraf auf Schloss Friedland, war dann von 1631 bis 1637 Burggraf der Herrschaft Reichenberg und wurde am 23. April 1638 Bürgermeister von Reichenberg. Unter dem Einfluss seines Neffen Gideon Ehrlich, der damals Stadtrichter war und selbst vom Protestantismus zum Katholizismus übergetreten war, trat auch David Ulrich zum katholischen Glauben über. Gemeinsam gelang es ihnen, den Stadtrat zum selben Schritt zu überzeugen, der daraufhin am 25. April 1638 geschlossen zum Katholizismus übertrat, obwohl die Bevölkerung weitgehend protestantisch war und sich der Wiedereinführung der katholischen Religion widersetzte. Diese Wende hielt jedoch nicht lange, denn es herrschte der Dreißigjährige Krieg, wodurch bereits am 1. Mai 1639 ein Corps der schwedischen Armee in der Stadt einrückte, Reichenberg am 9. Mai plünderte während der schwedische General-Feldzeugmeister Lennart Torstensson am 24. Mai die benachbarte Festung Friedland einnahm. Die protestantische Bevölkerung Reichenbergs sah darin eine Chance, in Reichenberg wieder die Vorherrschaft zu erringen. Der katholische Stadtrat wurde abgesetzt und ein neuer protestantischer gewählt, der katholische Stadtschreiber wurde durch einen Protestanten ersetzt und zugleich der frühere protestantische Kaplan zurückberufen, während sich der katholische Pfarrer durch Flucht in Sicherheit brachte. Gideon Ehrlich – der Rädelsführer der Rekatholisierung – konnte sich durch Flucht der drohenden Hinrichtung entziehen, während David Ulrich in Reichenberg bleiben konnte, jedoch von den schwedischen Besatzern zu umfangreichen Einquartierungen verpflichtet wurde. Nach der Rückeroberung der Festung Friedland durch die kaiserlichen Truppen am 17. März 1640 wiederholte sich der Reigen in umgekehrter Richtung, indem diesmal die Protestanten durch Katholiken abgelöst wurden. Im Jahre 1645 trat David Ulrich wieder in den Stadtrat ein und blieb dort Mitglied bis zu seinem Tode im Jahre 1654. Dessen Sohn:
    - Elias Ulrich war 1605 Brauhöfer im Haus seines Großvaters, war Stadtrat, wurde 1609 zum Bürgermeister von Reichenberg gewählt und blieb in dieser Funktion bis 1613. Ab 1617 bis 1623 war er neuerlich Bürgermeister von Reichenberg und war 1643 noch am Leben.

  - Daniel Ulrich, war wie sein Vater und seine Brüder Brauhöfer und Patrizier zu Reichenberg
  - Hanna Ulrich, ⚭ Elias Ehrlich († v. 1633), Zunftmeister der Tuchmacher, Kirchenvater und Stadtrichter von Reichenberg
    - Gideon Ehrlich von Ehrnfeldt, Stadtrat, Stadtrichter, dann Bürgermeister von Reichenberg schließlich Hauptmann der Herrschaften Friedland und Reichenberg, wurde am 18. Oktober 1668 in den rittermäßigen böhmischen Adel mit dem Recht der Rotwachsfreiheit erhoben.
      - Gideon (II.) Ehrlich von Ehrnfeldt (* 3. Oktober 1635 in Reichenberg, † 28. Februar 1678 in Prag) war Brauhöfer, Stadtrat dann Burggraf der Herrschaft Reichenberg (1670–1678) ⚭ 14. November 1656 Maria Magdalena Klosz, Tochter des Andreas Klosz, Brauhöfer, Stadtrat und Burggraf der Herrschaft Reichenberg

  - Ne Ulrich, ⚭ Jakob Ehrlich, Brauhöfer und Zunftmeister der Tuchmacher zu Reichenberg
  - Ne Ulrich, ⚭ Christoph Heisch († 1627/28), Sohn des protestantischen Pfarrers von Reichenberg Andreas Heisch